# مراد مالکی
مراد مالکی (عربی: مراد المالكي؛ زادهٔ ۹ مهٔ ۱۹۷۵) یک بازیکن فوتبال اهل تونس است.
وی همچنین در تیم ملی فوتبال تونس بازی کرده‌است.